# 그대곁에 전세영입니다
그대곁에 전세영입니다는 JTV MAGIC FM에서 DJ 전세영이 진행했던 전북 전지역에 송출되었던 프로그램이다. 2001년부터 2020년 5월 9일 자로 19년만에 폐지되었다.
| JTV MAGIC FM        |                                                      |                                                      |
| 이전                | 그대곁에 전세영입니다 (월~토) 뮤직 익스프레스 (일)   | 다음                                                 |
| 두시탈출 컬투쇼     | 그대곁에 전세영입니다 (월~토) 뮤직 익스프레스 (일)   | 장혜라의 행복발전소 (월~토) 스포츠 익스프레스 (일)   |
| 오후 2시 ~ 오후 4시 | 오후 4시 ~ 오후 6시 (월~토) 오후 4시 ~ 오후 6시 (일) | 오후 6시 ~ 오후 8시 (월~토) 오후 6시 ~ 오후 8시 (일) |
|                     |                                                      |                                                      |